# 赤瀬美穂
赤瀬 美穂（あかせ みほ 1950年 - ）は、元甲南大学特任教授。司書課程担当。京都産業大学でも長年、事務職員（図書館配属）、非常勤講師、情報センター長を歴任した。

## 略歴
1950年愛媛県生まれ。1973年3月京都女子大学文学部国文学科卒業。1974年4月京都産業大学事務職員（図書館配属）。2007年4月京都産業大学文化学部非常勤講師（兼務）（～2012年、2014年）。2008年4月京都産業大学図書館事務部長を兼ねて情報センター長（～2011年3月）。2011年3月京都産業大学退職。同年4月甲南大学特任教授。2021年3月甲南大学定年退職。

## 主な著書
- 女性と図書館 ージェンダー視点から見た過去・現在・未来（図書館サポートフォーラムシリーズ）（青木玲子との共著、日外アソシエーツ、2024年）[1]
- 明治・大正・昭和戦前期の婦人閲覧室（青木玲子との共著、『図書館文化史研究』第35号、2018年）